# Elizabeth Gilbert
Elizabeth M. Gilbert (Waterbury, Connecticut, 18 de juliol de 1969) és una escriptora estatunidenca que ha escrit novel·les, assaig, històries curtes, biografies i memòries.

## Biografia
Filla d'un enginyer químic i una infermera, Elizabeth va créixer al costat de la seva germana, Catherine Gilbert Murdock, en una granja dedicada a la plantació d'arbres de Nadal de Lichtfield (Connecticut). La família va viure al camp sense televisió ni tocadiscos, per la qual cosa tots els membres llegien molt i escrivien petites històries i obres de teatre per divertir-se.
Elizabeth va assistir a la NYU, on es va graduar el 1991 amb un doctorat en Ciències Polítiques. A partir de llavors va portar una vida mitjanament vagabunda: va ser cuinera, cambrera i cadet en una revista amb la finalitat d'escriure sobre aquestes experiències. Per exemple, la seva etapa com a cuinera va donar motiu a diverses històries curtes i al seu llibre L'últim home americà.
Elizabeth Gilbert no té fills per elecció.
Gilbert va estar casada amb el seu primer marit, Michael Cooper, de qui es va divorciar. Després del divorci va fer un viatge per Itàlia i Indonèsia per retrobar-se a si mateixa. En aquella travessia va conèixer a Jose Nunes, amb qui es va casar el 2007. El 2016, però, va deixar també a Nunes i va explicar els motius del seu divorci descobrint que estava enamorada de Rayya Elias -escriptora, músic i perruquera d'origen sirià i la seva millor amiga-, i fent-ho públic després que a aquesta li fos diagnosticat un càncer de pàncrees i fetge.

### Periodista
Esquire va publicar el conte Pelegrins el 1993, sota el títol El debut d'una escriptora nord-americana. Va ser la primera escriptora de contes inèdits que va debutar a Esquire des de Norman Mailer. Això la va portar a un treball estable com a periodista per a una varietat de revistes com SPIN Magazine, GQ, New York Times Magazine, Allure, Real Simple i Travel + Leisure.
El seu article de 1997 de la revista GQ, The Muse of the Coyote Ugly Saloon, basat en anècdotes mentre treballava de cambrera a Manhattan, van servir com a guia per a la pel·lícula Bar Coyote. Va rebre una nominació per al Premi Nacional del Llibre per la no ficció The Ghost, un perfil de Hank Williams III publicat per GQ el 2000, que va ser inclòs a Best American Magazine Writing el 2001.

### Llibres
El seu primer llibre, Pilgrims (Houghton-Mifflin 1997), una col·lecció d'històries curtes, va rebre el premi Pushcart i va ser finalista del PEN / Hemingway Award. La segona novel·la que va escriure és Stern Men (Houghton-Mifflin, 2000), seleccionada per The New York Times com a "Notable Book".
El 2006 va publicar Eat, Pray, Love: One Woman's Search for Everything Across Italy, Índia i Indonèsia amb l'editorial Viking, una crònica anual de l'autora sobre l'exploració espiritual i personal, realitzada mentre viatjava per l'estranger. El llibre estava a la llista del New York Times Best seller de no-ficció a la primavera de 2006, i a l'octubre de 2008, després de 88 setmanes, el llibre encara ocupava el lloc número 2. Posteriorment va aparèixer en l'Oprah Winfrey Xou. Els drets del llibre han estat adquirits per Columbia Pictures i se'n va programar la filmació, amb Julia Roberts com a actriu protagonista.
L'any 2013 va escriure The Signature of All Things, i va aconseguir el lloc número 5 dels 10 millors llibres de ficció de l'any 2013 segons la revista Times.

### Històries curtes
- Pilgrims (1997) (Pushcart Prize, finalista del PEN/Hemingway Award)

### Novel·les
- Stern Men (2000)
- The Signature of All Things (La signatura de totes les coses) (2013)

### Biografia
- The Last American Man (2002) (finalista del National Book Award and National Book Critic's Circle Award)

### Memòries
- Eat, Pray, Love: One Woman's Search for Everything Across Italy, India and Indonesia (2006)
- Committed: A Skeptic Makes Peace with Marriage (2010)
- Big Magic: Creative Living Beyond Fear (2015)

### Com a col·laboradora
- The KGB Bar Reader: Buckle Bunnies (1998)
- Why I Write: Thoughts on the Craft of Fiction (1999)
- A Writer's Workbook: Daily Exercises for the Writing Life (pròleg) (2000)
- The Best American Magazine Writing 2001: The Ghost (2001)